# Mémoires de la Société Botanique de France
Mémoires de la Société Botanique de France (abreviado Mém. Soc. Bot. France) fue una revista con ilustraciones y descripciones botánicas que fue editada en París desde 1905 hasta 1917.